# Wilhelm Schmidt (Politiker, Januar 1878)

Wilhelm Schmidt

Wilhelm Schmidt (* 5. Januar 1878 in Achenbach, Kreis Biedenkopf; † 1945) war ein deutscher Politiker (DNVP, NSDAP).

## Leben und Wirken
Nach dem Besuch der Volksschule in Dillenburg erlernte Schmidt von 1892 bis 1896 in Dillenburg und Wermelskirchen den Buchdruckerberuf. Von 1896 bis 1903 war er als Schriftsetzer und Korrektor in Remscheid, Döbeln, Düsseldorf und Lüdenscheid tätig. Anschließend arbeitete er zwei Jahre als Schriftleiter und Parteisekretär für den christlich-sozialen Nassauer Volksfreund. Danach amtierte er für zwei Jahre als Bezirksleiter des Gewerkvereins christlicher Bergarbeiter in Dillenburg. Von 1907 bis 1913 arbeitete Schmidt als Generalsekretär der Badener Sektion der Konservativen Partei. Anschließend fungierte er bis zur Novemberrevolution von 1918 als Generalsekretär der Konservativen Vereinigung der Provinz Hannover.
Ab 1917 nahm Schmidt als Artillerist am Ersten Weltkrieg teil. 1917 machte er die Flandernschlacht und 1918 die Stellungskämpfe am Hartmannsweilerkopf mit, wofür er das Kriegsverdienstkreuz erhielt.
1919 schloss Schmidt sich der Deutschnationalen Volkspartei (DNVP) an. Für diese saß er von Dezember 1924 bis 1928 als Abgeordneter im Preußischen Landtag und von Juli 1932 bis November 1933 als Abgeordneter für den Wahlkreis 5 (Frankfurt/Oder) im Reichstag.
In den 1920er Jahren betätigte Schmidt sich als Leiter der Wirtschaftshilfe des Zentralverbandes der Landarbeiter in Berlin. 1921 wurde er zudem in das Direktorium der Evangelisch-sozialen Schule Spandau-Johannesstift aufgenommen. Anfang 1924 beteiligte Schmidt sich an der Gründung des Reichsbundes vaterländischer Arbeiter- und Werkvereine e.V., dessen Vorsitz er auch übernahm. Hinzu kam die Mitgliedschaft im Vorläufigen Reichswirtschaftsrat und ein andauerndes Engagement in dem von ihm mitbegründeten Fürsorgeverein für Kriegsverstümmelte in Hannover.
1933 trat Schmidt in die NSDAP ein.
Publizistisch trat Schmidt mit einer größeren Zahl von Schriften politisch-nationaler und werksgemeinschaftlicher Art an die Öffentlichkeit.

## Schriften
- Die deutsche Arbeiterbewegung der Vorkriegs- und der Revolutionsjahre in besonderer Berücksichtigung des Werkgemeinschafts-Gedankens, Berlin 1925.
- Der Werkgsgemeinschafts-Gedanke in Staat und Wirtschaft, Berlin 1925.
- Für die Freiheit des Arbeitsvertrages, Berlin 1927.
- Unternehmer – Arbeiter – Wirtschaft, Berlin [1927].
- Menschentum und Arbeit, die Grundlage der Wirtschafts- und Staatsordnung, s.l.e.a. [Berlin 1929].
- Arbeiter und Werksgemeinschaft, 1927.
- Die NSDAP zur Gewerkschaftsrage, 1932.
- Arbeit, Wirtschaft, Währung, Gedanken und Vorschläge, 1932.
- Mein Austritt aus der DNVP, s. l. 1933.
- 10 Jahre Geschichte der werksgemeinschaftlichen Arbeiter-Bewegung, Miersdorf bei Zeuthen 1933.